# Something
«Something» (с англ. — «Что-то») — песня английской рок-группы The Beatles, написанная Джорджем Харрисоном и впервые выпущенная в альбоме 1969 года — Abbey Road. Среди песен альбома специалисты, прежде всего, отметили песню «Something», поставив её в один ряд с песней «Yesterday». Джордж трудился над этой песней долго и кропотливо: было записано сорок законченных вариантов, в одном из которых партию соло-гитары исполнял Эрик Клэптон. Это был один из первых синглов The Beatles, содержащий треки, доступные в LP-альбомах. «Something» стала единственной песней Харрисона, имевшей успех в американских хит-парадах в годы его игры в The Beatles. В 2004 году песня «Something» была помещена на 273-е место в списке «500 величайших песен всех времён по версии журнала Rolling Stone». В 2015 году британский журнал New Musical Express включил данную композицию в свой рейтинг «500 величайших песен всех времён», разместив её в нём на 304-й позиции.
Песню «Something» записывали более чем 150 исполнителей, включая Элвиса Пресли, Ширли Бэсси, Перри Комо, Тони Беннета, Фрэнка Синатра, Джеймса Брауна и Смоки Робинсона. После «Yesterday» она стала самой популярной композицией The Beatles. Синатра назвал её самой красивой песней о любви, когда-либо написанной, и сделал её неотъемлемой частью своей концертной программы. Подстраивая текст под свой вкус, Фрэнк даже изменил одну строчку в середине: «Yоu stick around, Jack, she might show» (русск. «Побудь рядом, Джек, она, может, ещё появится»).

## О песне
Во время подготовки двойного альбома 1968 года The Beatles для «Белого альбома», Харрисон начал работу над песней, которая в конечном счёте стала известна как «Something». Первую строчку композиции «Something in the way she moves» Джордж взял из одноимённой песни Джеймса Тейлора, артиста Apple Records. Песня Тейлора содержала такие слова, как «В манере её движений есть что-то притягивающее, как ни у одной из моих возлюбленных». Под впечатлением услышанного Харрисон сочинил песню, ставшую наиболее известной и прибыльной в его репертуаре. О создании композиции Харрисон вспоминает:
Я написал «Something» на пианино во время работы над «Белым альбомом». В тот период мы все находились в разных студиях и делали каждый своё, стараясь закончить работу, и я проводил много времени в одиночестве. Однажды я пришёл в пустую студию и написал «Something».

В ней, по-моему, всего пять нот, и это устраивает большинство певцов. Когда я писал её, мне представлялось, как её поет Рэй Чарльз, и он действительно спел её через несколько лет. А вот то, что её спел Фрэнк Синатра, меня не очень обрадовало. Теперь это воспринимается совсем не так, как тогда. Мне не слишком нравился Фрэнк, он принадлежал к предыдущему поколению. Гораздо больше я обрадовался, когда песню спели Смоки Робинсон и Джеймс Браун. Но теперь я радуюсь каждому её исполнению. Я считаю, что если собственные версии какой-нибудь песни записывают многие, значит, она удалась.
В 1980-е годы Маккартни вспоминал:
По-моему, это одна из лучших вещей Джорджа — наряду с «Here Comes the Sun» и «While My Guitar Gently Weeps». Наверное, это три самые лучшие его песни. До тех пор он писал по одной или по две песни для каждого альбома. Вряд ли он считал себя композитором, и, видимо, мы с Джоном вытесняли его — опять-таки без умысла, просто мы были основные авторы, «Леннон и Маккартни». Когда речь заходит о новом альбоме, ясно, что Леннон и Маккартни садятся писать для него песни. Наверное, ему было нелегко втиснуться в нашу компанию. Но наконец он принёс «Something» и ещё пару отличных песен, и, думаю, все были им довольны. Никто не завидовал.

Патти Бойд в видеоклипе на песню «Something»

Многие полагают, что на создание песни Харрисона вдохновила первая жена Патти Бойд. Позднее, в своей автобиографии 2007 года — «Wonderful Tonight», Патти вспоминала: «Он сухо сказал мне, что написал её для меня».
Сам Харрисон приводит другие источники вдохновения к написанию популярной рок-баллады. В интервью 1996 года музыкант опроверг предположение о том, что песня посвящена его супруге, заявив: «Нет, я не делал этого [не посвящал песню Патти]. Я всего лишь написал её, а потом кто-то снял видео на песню. И то, что было сделано, представляло собой несколько видеозаписей с Патти, Полом и Линдой, Ринго и Морин, а также с Джоном и Йоко. Таким образом, все сделали вывод, что я написал её о Патти. На самом же деле, когда я писал её, то думал о Рэе Чарльзе». Видео на песню было сделано незадолго до распада группы. В этом видеоклипе каждый «битл» показан в обществе своей законной супруги.
Поначалу Харрисон намеревался отдать песню британскому гитаристу Джекки Ломэксу вместе с другой композицией «Sour Milk Sea» (русск. Море кислого молока). Когда песня в исполнении Ломэкса «провалилась» в хит-парадах, композиция была отдана Джо Кокеру, ранее записывавшему другую кавер-версию песни The Beatles — «With a Little Help from My Friends» из альбома Sgt. Pepper's Lonely Hearts Club Band. Версия Кокера вышла за два месяца до оригинала песни The Beatles. Во время звукозаписывающей сессии песни «Get Back», вошедшей в альбом Let It Be, Харрисон задумывался о включении песни «Something» в альбом, но в итоге отказался от этой идеи из-за страха, что песне не будет оказано должного внимания. Вероятно, музыкант, опираясь на свой ранний печальный опыт, боялся, что написанная им рок-композиция, такая как «Old Brown Shoe», не найдёт понимания в группе. Только во время работы над альбомом Abbey Road Харрисон всерьёз занялся песней «Something» и композиция вошла в альбом.

## Запись
Первые студийные работы по записи песни осуществлялись в январе 1969 года во время сессий, посвящённых рабочему альбому «Get Back», однако те дубли не были использованы при подготовке окончательной версии.
Запись «Something» началась 16 апреля 1969 года. The Beatles записали 13 дублей. Джордж Харрисон играл на гитаре, Пол Маккартни на бас-гитаре, Ринго Старр на барабанах, а Джордж Мартин на пианино. Ремейк начался 2 мая. На этот раз было сделано 36 дублей, составивших основу оригинальной версии. К тому времени, голос ещё не был записан. Леннон играл на пианино, Билли Престон — на органе. На этой стадии песня длилась 7:48 и была дополнена четырёх-аккордной кодой в размере 6/8, которая увеличила длину песни почти в 2 раза.
Впоследствии Леннон использовал этот риф, увеличив его скорость, как основу для песни «Remember», появившейся в его альбоме 1970 года Plastic Ono Band.
5 мая Маккартни добавил ещё одну партию баса, а Харрисон снова записал гитару, пропустив её через вращающиеся колонки Leslie. Затем 11 июля Харрисон записал вокал и песню отредактировали до длины 5:32.
16 июля были добавлены хлопки и бэк-вокал Маккартни. Почти месяц спустя, 15 августа запись была, наконец, завершена, когда записали струнные инструменты. В этот же день Харрисон записал своё соло. Главный инженер группы, Джефф Эмерик вспоминал:

«Джордж действительно показал себя как первоклассный гитарист. Он играл соло, а спустя несколько дней захотел его переделать. К тому моменту нам оставался всего лишь один трек для записи оркестра. Джордж сыграл своё соло вживую вместе с оркестром. Это было довольно рискованно, но он сделал это за один дубль, и это было прекрасно».

Запись «Something» была завершена 19 августа, когда был отредактирован добавленный долгий джем в конце песни.

## Выпуск

Британский сингл

«Something» впервые появилась в студийном альбоме 1969 года — Abbey Road, выпущенным 26 сентября 1969 года в Великобритании, в США — после 1 октября. Альбом имел хороший успех у слушателей и достиг наивысших позиций в музыкальных хит-парадах обеих стран. Несколькими днями позже, 6 октября «Something» была выпущена «двойным синглом» с «Б»-стороной — «Come Together» в США.
Несмотря на то, что песня вошла в списки хит-парадов спустя неделю после 18 октября, существовали серьёзные сомнения в перспективах успеха песни «Something» в американских хит-парадах. Это была основополагающая практика тех лет. Конкуренция песен «Come Together» и «Something» была весьма спорна, и никто не мог точно предположить, какая из сторон сингла возглавит вершины хит-парадов. Во избежание неудач, 29 ноября, журнал Billboard организовал факторинг, результатом которого стало объединение двух песен в один сингл. В итоге, обе стороны сингла завоевали лидирующие позиции, где оставались в течение недели, покидая строчки музыкальных хит-парадов лишь спустя два месяца после их первоначального выпуска. В другом хит-параде синглов, проводимым журналом Cash Box, «Something» достигла максимальной позиции #2, а «Come Together» — позиции #1. Синглу был присвоен статус Золотого диска спустя три недели после его выпуска, а в 1999 году — статус Платинового диска.
В Великобритании «Something» был выпущен 31 октября. «Something» вошла в списки британских хит-парадов 8 ноября, где достигла максимальной позиции #4 прежде, чем покинуть хит-парад спустя три месяца. Британская версия в исполнении Ширли Бэсси также имела заметный успех в музыкальных хит-парадах Британии. Версия Ширли достигла #4 позиции.
Хотя отношение Харрисона к песне было весьма презрительным — музыкант признавался что «долго откладывал работу над песней в течение шести месяцев, потому что думал, что написать её будет слишком легко», — и Джон Леннон, и Пол Маккартни высоко оценили песню. Леннон сказал: «Я думаю, что это чуть ли не лучший трек в альбоме». А по мнению Маккартни это лучшая песня, которую написал Джордж. Позже продюсер группы Джордж Мартин пояснял:

«Думаю, вся сложность заключалась в том, что все мы — Джон, Пол и я — всегда недооценивали Джорджа как композитора. В этом виноват я. Я часто повторял снисходительно: „Если он принесёт песню, мы разрешим вставить её в альбом“. Должно быть, от этого ему становилось не по себе. Но он упорно работал, и его песни становились все лучше, пока не стали чрезвычайно удачными. „Something“ — чудесная песня, но мы недооценили её, мы никогда не думали, что он будет отличным автором».

## Структура песни и её тематика
Ведущим вокалистом в песне «Something» был Джордж Харрисон. Темп приблизительно шестьдесят шесть ударов в минуту. Песня состоит из вступления, двух куплетов, средней части, гитарного соло, третьего куплета и коды. Основная тональность — до мажор; восьмитактовая средняя часть написана в ля мажоре. Демоверсия акустической версии песни, на которой можно услышать мелодию, проигранную в обратном направлении, была позже выпущена на специальном издании «Beatles Anthology 3» 1996 года. В окончательном варианте песни сыгранная в обратном направлении мелодия была заменена инструментальным брейком, что придало песне более мягкий тон. Также в окончательном вариант композиции был добавлен струнный оркестр из 21 инструмента под управлением продюсера группы Джорджа Мартина. Так как VIIн миксолидийского мажора легко становится отправной точкой для манёвра в IIIн, то оборот I—VIIн-IIIн воспринимается на слух как T-D®IIIн. В результате такого манёвра легко связываются две мажорные тональности малотерцового соотношения. Примеры подобных тональных сдвигов и переходов многочисленны. Особенно много их у Beatles: «You're Going to Lose That Girl» из альбома Help (E-G-E), «Something» (C-A-C), «A Day in the Life» (G-E-G-E).
По мнению Саймона Ленга, основная тема песни — это неуверенность и сомнения. А журналист популярной сети «Allmusic», Ричи Унтерберджер отозвался об этой композиции, как о «невозмутимо откровенной и сентиментальной песне о любви», написанной за всё время, «когда большинство песен „The Beatles“ сочинялись далеко не на романтическую тематику и представляли загадочную лирику, полную намёков и загадок, даже когда они писали действительно о любви».

## Награды
В 1970 году The Beatles объявили о распаде группы. В том же году песня была удостоена премии Ivor Novello Awards в номинации «Лучшая песня и лирика». «Something» продолжает собирать почести от музыкального учреждения спустя десятилетия после его выпуска. Веб-сайт Би-Би-Си назвал её 64-й величайшей песней о любви, написанной когда-либо. Согласно данным «Би-би-си» «Something» доказывает, что в составе группы The Beatles, «было три великих композитора, а не два, как это принято в основном считать». Официальный сайт группы неоднократно подчёркивает «господство Джорджа Харрисона, как композитора, подтверждённого качеством написанной им песни». В 1999 году Broadcast Music Incorporated (BMI) поместили песню «Something» на 17-е место в своём списке лучших песен XX столетия среди пяти миллионов выбранных песен. Другие песни The Beatles, представленные в этом списке: «Yesterday» и «Let It Be», обе из которых написаны Полом Маккартни, но по традиции приписанные тандему Леннон и Маккартни. В 2004 году песня «Something» была помещена на 273-е в списке «500 величайших песен всех времён по версии журнала Rolling Stone».

## Кавер-версии
| 1969 | Пегги Ли                         | «Is That All There Is?»                         |      |               |              |
| 1969 | Джо Кокер                        | «Joe Cocker!»                                   |      |               |              |
| 1969 | Тони Беннетт                     | «Tony Sings the Great Hits of Today»            |      |               |              |
| 1970 | Перри Комо                       | «It’s Impossible»                               |      |               |              |
| 1970 | Перси Фейт                       | «The Beatles Album»                             |      |               |              |
| 1970 | Рэй Стивенс                      | «Everything is Beautiful»                       |      |               |              |
| 1970 | Booker T. & The M.G.'s           | «McLemore Avenue»                               |      |               |              |
| 1970 | Айзек Хейз                       | «The Isaac Hayes Movement»                      |      |               |              |
| 1970 | Ширли Бэсси                      | «Something»                                     |      |               |              |
| 1970 | Кинг Кёртис                      | «Get Ready»                                     |      |               |              |
| 1970 | Martha and the Vandellas         | «Natural Resources»                             |      |               |              |
| 1970 | Дональд Латрек                   | «Quelqu’un, quelque part»                       |      |               |              |
| 1970 | Энгельберт Хампердинк            | «We Made It Happen»                             |      |               |              |
| 1971 | Анна Мина Мадзини                | «Mina»                                          |      |               |              |
| 1971 | Стью Филлипс                     | «The George, John, Paul & Ringo Songbook»       |      |               |              |
| 1971 | Карел Готт                       | «Von Romeo an Julia»                            | 1971 | Энди Уильямс  | «Love Story» |
| 1971 | Рэй Чарльз                       | «Volcanic Action of My Soul»                    |      |               |              |
| 1972 | Айк и Тина Тёрнеры               | «Something in the Way He Moves»                 |      |               |              |
| 1973 | Элвис Пресли                     | «Aloha From Hawaii» (теле-концерт)              | 1973 | Аида Ведищева |              |
| 1973 | Рене Клод                        | «Peut-être»                                     |      |               |              |
| 1973 | Мишель Ричард                    | «Quelqu’un»                                     |      |               |              |
| 1980 | Фрэнк Синатра                    | «Trilogy»                                       |      |               |              |
| 1981 | Сара Вон                         | «Songs of the Beatles»                          |      |               |              |
| 1989 | The Allen Toussaint Orchestra    | «Beatles Songbook»                              |      |               |              |
| 1993 | Ларри Корелл                     | «Come Together — Guitar Tribute to The Beatles» |      |               |              |
| 1993 | Giovanni                         | «Plays Beatles Love Songs Vol. 1»               |      |               |              |
| 1999 | Helloween                        | «Lay All Your Love On Me»                       |      |               |              |
| 2000 | Жилберту Жил и Милтон Наскименто | «Gilberto Gil & Milton Nascimento»              |      |               |              |
| 2002 | Мьюзик Соулчайлд                 | «Juslisen»                                      |      |               |              |
| 2003 | Пол Маккартни и Эрик Клэптон     | «Concert for George»                            |      |               |              |
| 2007 | Джим Старджесс                   | «Через Вселенную» (фильм)                       |      |               |              |
| 2010 | Лариса Долина                    | «Route 55»                                      |      |               |              |

- В 2002 году, после смерти Харрисона Пол Маккартни и Эрик Клэптон исполняли эту песню на памятном Концерте для Джорджа. Их исполнение было номинировано на премию «Грэмми» «Лучшая совместная поп-работа вокалистов»[27].

## Состав музыкантов
- Джордж Харрисон — ведущий вокал, ритм-гитара и соло-гитара
- Пол Маккартни — бас-гитара, бэк-вокал
- Джон Леннон — фортепиано
- Ринго Старр — барабаны

### Дополнительный состав
- Джордж Мартин — струнная аранжировка
- Билли Престон — Орган Хаммонда, орган